# Tradicija parnih kupelji iz Võromaa
Tradicija sauna iz Võromaa je važan dio svakodnevnog života zajednice Võro na jugoistoku Estonije, Okrug Võrumaa (estonski: Võru maakond, viruski: Võromaa). To uključuje bogat skup tradicija, uključujući same običaje kupanja, vještina izrade bičeva, izgradnju i popravak sauna i dimljenja mesa u sauni. Zbog toga je 2015. godine upisana na UNESCO-ov popis nematerijalne svjetske baštine u Europi.
Dimna sauna (est. suitsusaun) je ruralna sauna, obično spojena sa seoskom kućom, koja se grije konvencionalno uz pomoć peći na drva koja je prekrivena kamenjem, ali nema dimnjak ili dimovodnu cijev. Dimni plinovi tku kroz prostoriju, a kad soba dosegne radnu temperaturu otvaraju se ventilacijski preklopi koji su pričvršćeni na stropu i krovu. Dim tada izlazi i sauna je u funkciji, te tada se može ući. Zbog toga je sauna u potpunosti prekrivena čađom. Gost u sauni ima drveni pod i klupe za zaštitu od kontaminacije. Ljudi obično posjećuju saunu zajedno i ostaju sve dok se tijelo znoji. Voda se baca na grijano kamenje kako bi nastale vruće pare dok kupači tuku svoje tijelo bičevima čime skidaju mrtve stanice kože i stimuliraju cirkulaciju. Nakon znojenja, bičevanja, opuštanja i općeg iscjeljivanja, ljudi se hlade izvana i ispiru svoje tijelo vodom i cijeli postupak se ponavlja. Tradicionalno parenje traje oko 3 sata, pri čemu aromu izgorenog drveta upotpunjuju mirisi mesa koje se sušilo u sauni, te grane breze i meda.
Tradicija dimnih sauna je prije svega obiteljski običaj, prakticiran obično subotom, ali i prije velikih festivala ili obiteljskih događaja, čija je glavna funkcija je da se opuste tijelo i um. Obitelji se izmjenjuju kao domaćini jedni drugima. Obično je stariji član obitelji odgovoran za pripremu sauna, u pratnji djece koja postupno stječu potrebne vještine.

## Vanjske poveznice
- Smoke sauna tradition in Võromaa added to UNESCO Representative List of the Intangible Cultural Heritage of Humanity stranice Ministarstva kulture Estonije (engl.)
- VIDEO: UNESCO's decision heats up Võromaa's saunas (engl.)